# Crambus autotoxellus
Crambus autotoxellus là một loài bướm đêm trong họ Crambidae.